# Polymera (Polymera) hirticornis
Polymera (Polymera) hirticornis is een tweevleugelige uit de familie steltmuggen (Limoniidae). De soort komt voor in het Neotropisch gebied.